# Restons amants
Albums de Maxime Le Forestier
Le Forestier chante Brassens (2ème cahier)
(2006) Casino de printemps
(2009)
Restons amants est un album de Maxime Le Forestier sorti en 2008.
Cet album studio marque le retour de Maxime Le Forestier, huit ans après L'Écho des étoiles, mis à part les concerts acoustiques et les concerts avec Les Enfoirés.

## Titres
Toutes les paroles sont écrites par Maxime Le Forestier.
| No  | Titre                                          | Musique             | Durée |
| --- | ---------------------------------------------- | ------------------- | ----- |
| 1.  | L’Ère étrange                                  | Maxime Le Forestier | 3:03  |
| 2.  | Grain d’sel                                    | Michel Amsellem     | 2:54  |
| 3.  | Restons amants                                 | Julien Clerc        | 2:38  |
| 4.  | Tuer l’temps                                   | Michel Haumont      | 3:22  |
| 5.  | Histoire grise                                 | Alain Lanty         | 3:34  |
| 6.  | Là-bas la Terre                                | Manu Galvin         | 3:34  |
| 7.  | Le Juge et la Blonde                           | Julien Clerc        | 2:26  |
| 8.  | Sur deux tons                                  | Maxime Le Forestier | 2:37  |
| 9.  | La Meute et le Troupeau                        | Maxime Le Forestier | 4:20  |
| 10. | Tell’ment je m'aime                            | Manu Galvin         | 2:57  |
| 11. | Empreintes                                     | Maxime Le Forestier | 3:05  |
| 12. | Hymne à la soie (en duo avec Emmanuelle Béart) | Maxime Le Forestier | 3:00  |

## Classements et certifications
| Pays                | Meilleure position | Certification |
| ------------------- | ------------------ | ------------- |
| France              | 2                  | Or            |
| Belgique (Wallonie) | 2                  |               |
| Suisse              | 42                 |               |